# VOICE (テヨンのアルバム)
『VOICE』（ヴォイス）は、韓国出身の歌手テヨンの日本での1枚目のミニアルバム。2019年6月5日にEMI Records（ユニバーサルミュージック）より発売された。

## 収録曲
CD
1. VOICE
2. I Found You
3. HORIZON
4. Vanilla
5. TURNT AND BURNT
6. SIGNAL

DVD
初回限定版A (Live Edition)
TAEYEON Japan Show Case Tour 2018
初回限定版B (Visual Edition)
VOICE Music Video & Visual Makings